# Château de Durianne
Le château de Durianne est un édifice situé au Monteil, en France.
Il offre un exemple particulièrement bien conservé de maison forte du Velay de la fin du Moyen Âge. 

## Localisation
Le château est situé au hameau de Durianne, détaché en 1832 de la commune de Chadrac pour être transféré au Monteil, 13 rue du Séquoïa, dans le département de la Haute-Loire, en région Auvergne-Rhône-Alpes.

## Description
De dimensions modestes, la maison forte est constituée d'un corps de logis rectangulaire flanqué de tours. On y accède au nord par une cour ; la façade sud arrière donne sur un jardin. Un petit corps de bâtiment plus bas est accolé à l'est. Le logis est bâti en petits moellons avec des encadrements en grès de Blavosy. La toiture peu pentue est couverte de tuiles rondes. Les façades sont percées de grandes baies à linteau monolithe (XVIIIe siècle) garnies de menuiseries à petits bois et de contrevents pleins. Une tour ronde flanque l'angle sud-ouest. Sur la façade sud, s'élève une tour d'escalier également circulaire, dont les percements ont des encadrements gothiques à bases prismatiques. Sur la façade nord, se dresse une tour carrée couverte d'une terrasse protégée par un parapet et un faux crénelage.

## Historique
Le château a appartenu à Joseph Terrasson de Fonfreyde (1811, Le Puy-en-Velay - 1884, Bradenton (USA)), compagnon de Gérard de Nerval dans son Voyage en Orient, qui le vend en 1836 à Florimond Balme du Garay. Il lui provenait de  son père Antoine Terrasson de Fonfreyde médecin au Puy qui l'avait acquis le 11 pluviôse an XI (31 janvier 1803) des mains de Régis Chabrier. La famille Chabrier avait elle même acheté la seigneurie de Durianne en 1757 à la famille Pons des Ollières. 
Depuis 1836, le domaine est resté dans la famille Balme du Garay. Dans les années 1920, une campagne de travaux fut entreprise (couronnement de la tour carrée...).  
Le château, avec ses cours et de son allée plantée, est inscrit au titre des monuments historiques par arrêté du 4 janvier 2021,.